# 奈良日産自動車
奈良日産自動車株式会社（ならにっさんじどうしゃ）とは、奈良県大和郡山市に本社を置く、日産自動車の販売会社である。
かつては日産店（ブルーバード販売会社）であった。その後、ブルーステージ店に転換。奈良県内には元々、モーター店（ローレル販売会社）、チェリー店（パルサー販売会社）が存在しなかったため、モーター店・チェリー店専売車種も扱っていた。
「奈良近畿日産自動車」として発足時は近鉄グループであったが、2009年より、兵庫県を拠点とする中古車・新車・日本車・輸入車の総合メガディーラー「ジーライオングループ」に属している。

## 沿革
- 1954年12月1日 - 奈良近畿日産自動車株式会社設立。当時は近鉄グループだった。
- 2003年4月 - 奈良近畿日産自動車株式会社が株式会社クリスタルに権利を譲渡し、奈良日産自動車株式会社に商号変更。
- 2009年10月 - 本店を奈良店に、法人営業部を奈良店法人営業課にそれぞれ名称変更し、店舗を奈良市大宮町4丁目に移転。
- 2014年6月16日 - 桜井店を移転し、橿原東店と名称変更。
- 2015年9月19日 - 登美ヶ丘店を新設。
- 2018年
  - 1月 - 中古車橿原東店　新社屋オープン。
  - 8月 - 中古車登美ヶ丘店を新設。
  - 12月13日 - 奈良店を移転。
- 2021年8月31日‐橿原店を閉鎖

## 奈良県内の他日産車販売店
- 日産サティオ奈良    （旧・日産サニー奈良販売　こちらもかつては近鉄グループだった）
- 日産プリンス奈良販売

## 事業所

### 新車店舗
- 奈良店 - 奈良市大安寺町498-1
- 奈良店法人営業課 - 奈良市大安寺町498-1
- 登美ヶ丘店 - 奈良市登美ヶ丘6-102
- 生駒店 - 生駒市俵口町1391-1
- 郡山店 - 大和郡山市小泉町725の1
- 橿原東店 - 橿原市常盤町265番地の1
- 高田店 - 葛城市東室256の1
- 香芝店 - 香芝市北今市3丁目142番地1

### 中古車店舗
- 中古車橿原東店 - 橿原市常盤町262-1
- 中古車登美ヶ丘店 - 奈良市登美ヶ丘5-13-1